# Bensenville
Bensenville es una villa ubicada en el condado de DuPage en el estado estadounidense de Illinois. En el Censo de 2010 tenía una población de 18352 habitantes y una densidad poblacional de 1.261,93 personas por km².

## Geografía
Bensenville se encuentra ubicada en las coordenadas 41°57′35″N 87°56′37″O / 41.95972, -87.94361. Según la Oficina del Censo de los Estados Unidos, Bensenville tiene una superficie total de 14.54 km², de la cual 14.42 km² corresponden a tierra firme y (0.85%) 0.12 km² es agua.

## Demografía
Según el censo de 2010, había 18352 personas residiendo en Bensenville. La densidad de población era de 1.261,93 hab./km². De los 18352 habitantes, Bensenville estaba compuesto por el 67.27% blancos, el 3.52% eran afroamericanos, el 0.98% eran amerindios, el 4.84% eran asiáticos, el 0.02% eran isleños del Pacífico, el 20.42% eran de otras razas y el 2.96% pertenecían a dos o más razas. Del total de la población el 47.85% eran hispanos o latinos de cualquier raza.